# Alan Bermingham
Alan Bermingham (sinh ngày 11 tháng 9 năm 1944) là một cựu cầu thủ bóng đá người Anh thi đấu ở vị trí hậu vệ. Ông có hơn 100 lần ra sân cho Wrexham tại English Football League. Ông cũng thi đấu cho Durban City ở Nam Phi.